# Siete rayos
Los siete rayos forman parte de un concepto teosófico que se encuentra en algunas religiones y doctrinas esotéricas. En Occidente se encuentra en la doctrina del gnosticismo.
En los inicios del siglo diecinueve los siete rayos aparecieron de forma más elaborada en las enseñanzas de la teosofía, primero presentadas por Helena Blavatsky y posteriormente por el maestro tibetano Djwhal Khul a través de Alice Bailey, basados ambos en la teoría hilozoísta.
Según los teósofos, ese concepto ya se encontraba en la religión hinduista.

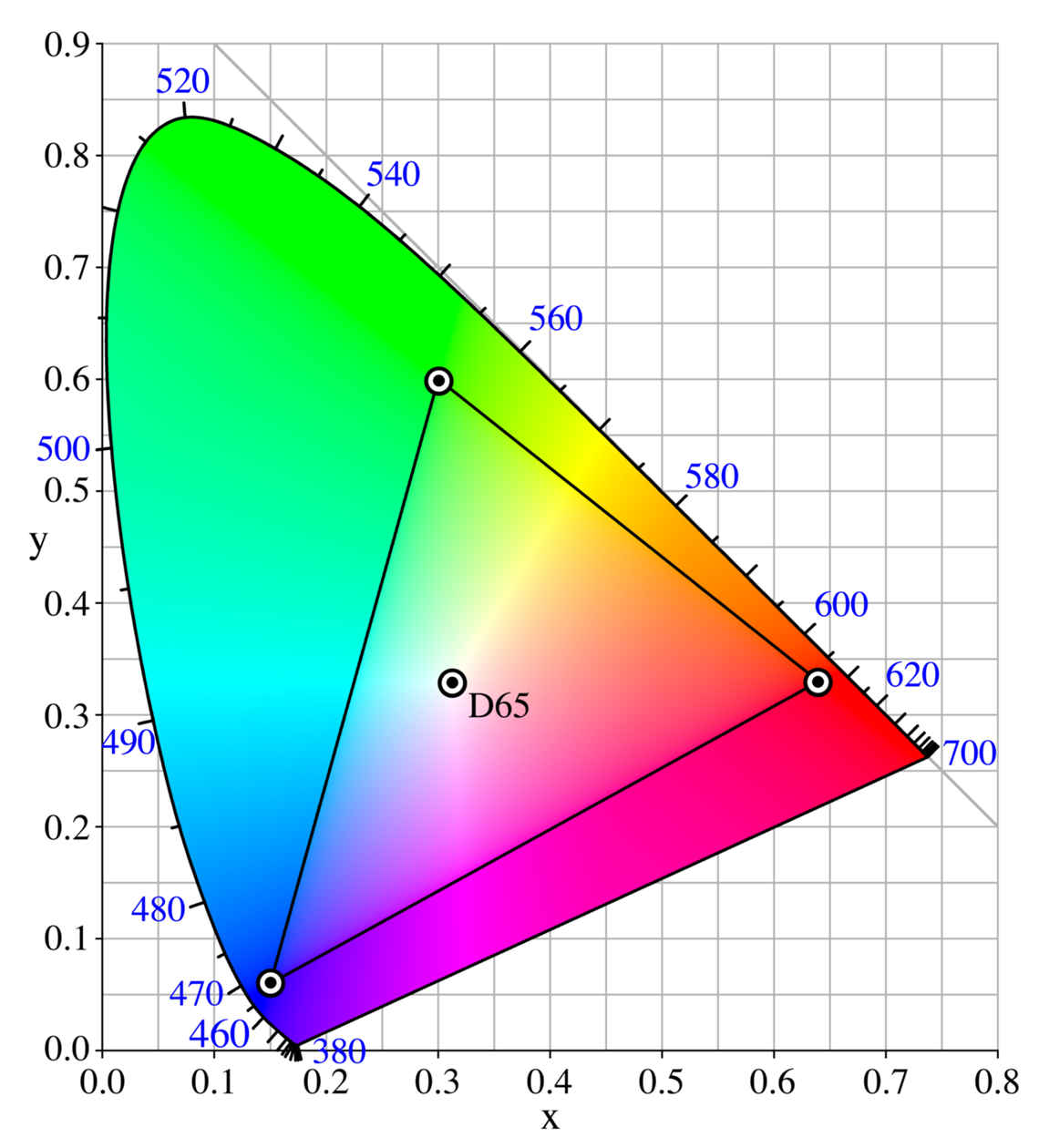
Gama de colores.

| rayo    | cualidad            | color    | órgano                      | reino            | planeta  | chakra glándula      | joya      |
| ------- | ------------------- | -------- | --------------------------- | ---------------- | -------- | -------------------- | --------- |
| primero | voluntad y poder    | azul     | El dedo de Dios             | solar            | Plutón   | coronario pineal     | diamante  |
| segundo | amor y sabiduría    | Amarillo | La comprensión de Dios      | reino planetario | Júpiter  | cardíaco timo        | zafiro    |
| tercero | inteligencia activa | rojo     | El ojo de Dios              | reino de Dios    | Venus    | laríngeo tiroides    | esmeralda |
| cuarto  | armonía             | blanco   | la belleza de la revelación | reino humano     | Mercurio | básico adrenales     | jaspe     |
| quinto  | ciencia concreta    | Verde    | la mente de Dios            | reino animal     | Saturno  | entrecejo pituitaria | topacio   |
| Sexto   | amor-devoción       | oro rubí | el deseo de las naciones    | reino vegetal    | Neptuno  | solar páncreas       | rubí      |
| Séptimo | orden ceremonial    | violeta  | La palabra de poder         | reino mineral    | Urano    | sacro gónadas        | amatista  |

## Energía y astrofísica

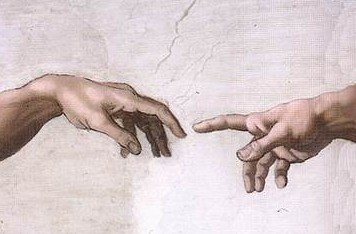
La mano de Dios creando a Adán.

Djwhal Khul define los siete rayos como siete diferenciaciones de un gran rayo cósmico, efectuadas dentro de nuestro sistema solar. Tales rayos cósmicos, dice, provienen de la Osa Mayor y se relacionan con las Pléyades, siendo éstas su polo negativo y Sirio el sol central que equilibra tales radiaciones.
Los creyentes en las doctrinas de Khul consideran que estos rayos cósmicos son parecidos de alguna manera a los rayos cósmicos que fueron descubiertos por Millikan. Las proposiciones en que fundamentan su tesis son:
1. Cada Vida de rayo es la expresión de una vida solar, y cada planeta está en consecuencia vinculado con cada vida planetaria del sistema solar.
2. Cada uno de los rayos es receptor y custodio de las energías provenientes de siete sistemas solares y doce constelaciones.

A partir de la teoría electromagnética se dio origen al descubrimiento de que la luz no es más que un campo magnético que alterna muy rápidamente y que viaja a través del espacio en forma de ondas. En 1920 varios científicos, entre ellos Louis de Broglie plantearon la dualidad onda-corpúsculo. El fotón sería la partícula portadora de todas las formas de radiación electromagnética. El primer rayo incorpora tecnología relacionada con el poder.
| Aries Leo Capricornio | Géminis Virgo Piscis | Cáncer Libra Capricornio | Tauro Escorpio Sagitario | Leo Sagitario Acuario | Virgo Sagitario Piscis | Aries Cáncer Capricornio |

## Comprensión e iniciación

Pa Kua, Trigramas del I Ching.

El segundo rayo incorpora la tecnología propia de las religiones.
Toda gran religión que surge está bajo la influencia de uno de los rayos, pero no significa necesariamente que cada sucesivo rayo traerá como resultado una religión de gran alcance. Se dice que el brahmanismo es la última religión que surgió por influencia del primer rayo. El cristianismo y el budismo fueron el resultado de la influencia del sexto rayo. Se ignora cuál pudo haber sido la religión resultante del último período de segundo rayo, así como la del cuarto rayo; no obstante, el taoísmo es una filosofía que postula la unificación (característica de segundo rayo). El surgimiento del espiritismo se debe sin duda a la influencia del séptimo subrayo, y también una previa influencia del séptimo rayo en actividad.
| Brahmanismo | Taoísmo | Judaísmo | Hermetismo | Zoroastrismo | Budismo Cristianismo | Espiritismo |

## Comunicación e inteligencia

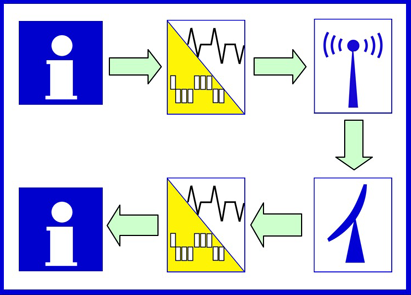
Esquema simple del proceso de comunicación.

El tercer rayo incorpora tecnologías básicas de ingeniería y en particular las tecnologías de la información y la comunicación.
Fue gracias a la teoría de la información que se empezaron a diferenciar los conceptos de canal y medio, se pudo trascender la palabra e iniciarse un nuevo intercambio de información, dando paso a dos aspectos de la energía divina: conocimiento y sabiduría.
Para Howard Gardner la lingüística es la inteligencia que parece compartida de manera más universal y democrática en toda la especie humana.
La inteligencia activa es el tercer rayo de aspecto, se corresponde con el Espíritu santo e incorpora en sí mismo los cuatro rayos de atributo. Un plantemiento similar hace Peter Senge en su libro La quinta disciplina en el que plantea las cinco disciplinas necesarias para las organizaciones abiertas al aprendizaje.
A continuación aparece un paralelo entre las inteligencias y las cinco disciplinas.
| Lingüística Poder | Intrapersonal Conciencia | Espacial Pensamiento sistémico | Musical Trabajo en equipo | Lógica Modelos mentales | Interpersonal Visión compartida | Cinestésica Dominio personal |

## Significación y creatividad

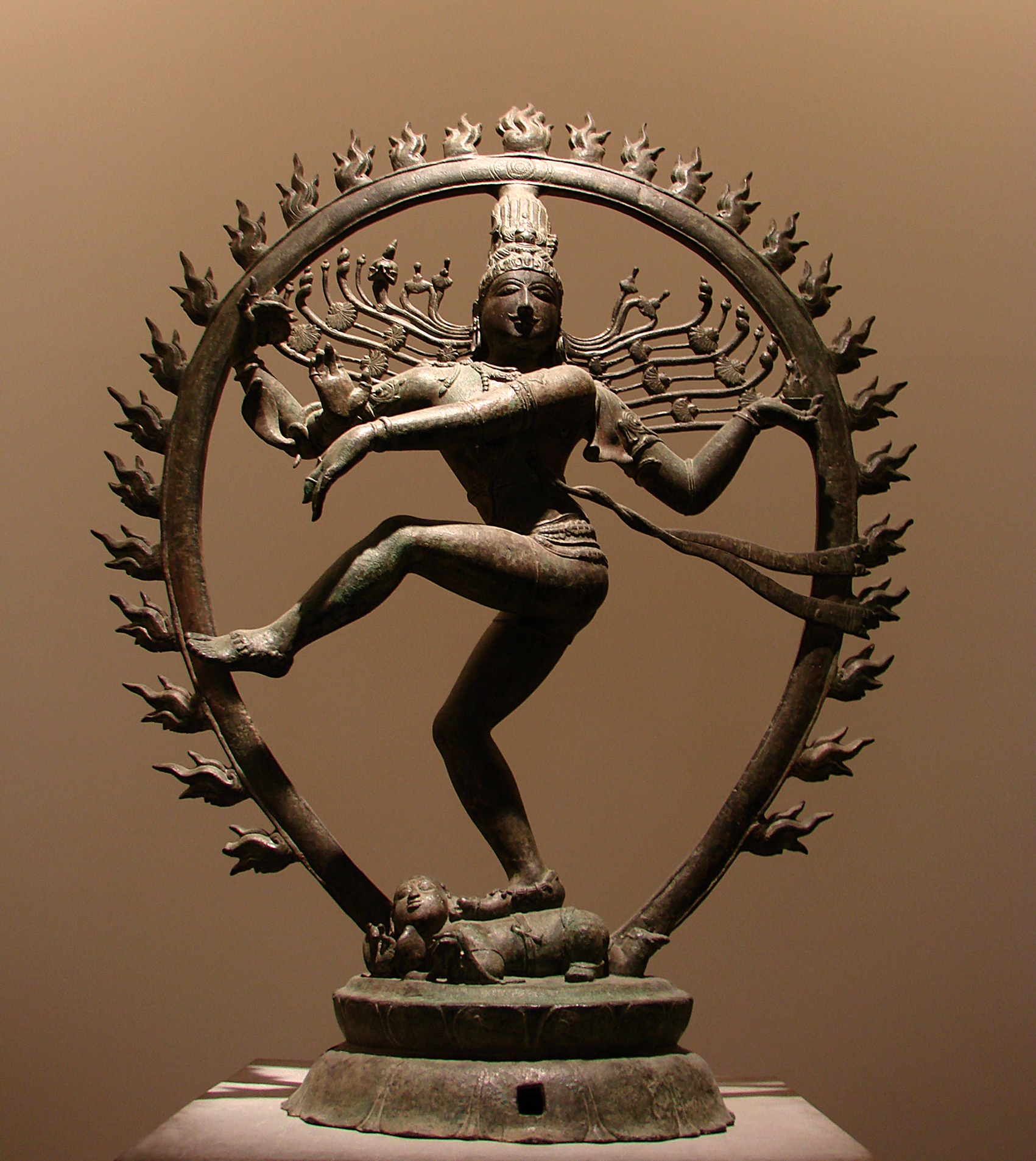
El dios Shivá en su danza cósmica.

El cuarto rayo incorpora arquetipos de la tecnología de la construcción.
El anhelo de vivir una vida creadora, por medio de la imaginación es la cuarta regla para obtener el control de la mente por el alma. Conduce a la revelación del mundo de significados.
El empleo de la imaginación en la creatividad y el resultado del esfuerzo, se aplica en los diversos campos del arte humano de acuerdo con la inteligencia del artista. Esto va acompañado de la instrucción y el entrenamiento del cerebro, de la mano y de la voz mediande los cuales ha de fluir la inspiración para expresar en forma exacta y exteriorizar correctamente la realidad interna.
| Pintura | Danza | Escultura | Música | Arquitectura | Literatura | Cine |

## Investigación y conocimiento

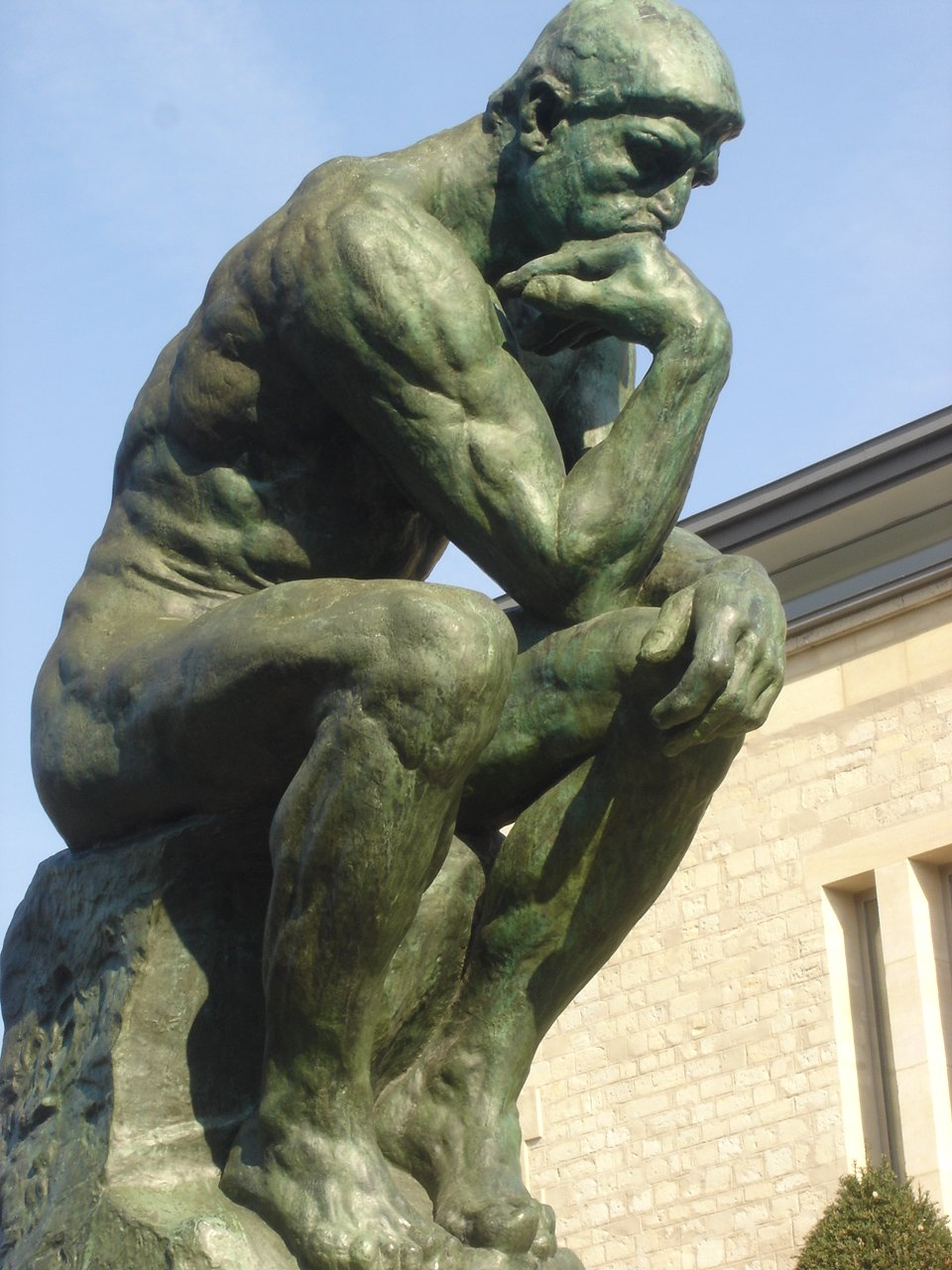
El pensador.

El quinto rayo apropia el principio del conocimiento.
Para la teosofía existen seis ramas del conocimiento mencionadas en sus libros: la gnosis (conocimiento oculto) conformaría el séptimo principio. Conocimiento es aquello que conoce sus propios fines y trabaja para lograrlos mediante el experimento, la expectativa y la experiencia. Conocimiento es la correcta comprensión de las leyes de la energía, de la conservación de la fuerza, de las fuentes de energía, sus cualidades, tipos y vibraciones.
Se han producido acontecimientos inesperados en dos grandes ciencias:
- En Electricidad, las investigaciones de los científicos fueron grandemente estimuladas por el descubrimiento del radio y por el conocimiento que trajo dicho descubrimiento respecto a las sustancias radiactivas, prestando gran ayuda al desarrollo de los innumerables métodos para emplear la electricidad.
- En Psicología se dio paso a conocer la polaridad propia del ser humano gracias a la psicología analítica, mientras que la Psicología cognitiva ha hecho grandes aportes en la comprensión de los procesos mentales involucrados en el aprendizaje.

A continuación se comparan las ciencias occidentales con las orientales.
| Psicología Yoga | Política Atómica | Ingeniería Magia | Humanidades Sankya | Naturales Lógica | Sociales Vedānta | Economía Gnosis |

## Idealismo y geopolítica
El sexto rayo personifica el principio de reconocimiento.
Se considera que la historia del mundo se basa en el surgimiento de las ideas, su aceptación, su transformación en ideales y el oportuno reemplazo por la imposición de otras nuevas.
Las principales ideas del mundo las agrupa en cinco categorías.
- La autoridad de un líder, grupo o iglesia, que representan al Estado.
- Las ideas del nazismo, fascismo y comunismo.
- La idea de la democracia en la que el gobierno representa la voluntad del pueblo.
- La idea de un Estado mundial dividido en varias naciones.
- La idea de una Jerarquía Espiritual que gobernaría a las naciones.

A continuación aparecen algunos países de acuerdo al rayo al que pertenecen, el lema que los inspira. También aparecen algunas ciudades.
| India Oculto la Luz Ginebra | EE.UU Ilumino el camino Nueva York | China Índico el camino | Austria Sirvo en el camino | Francia Libero la Luz Londres | España Disperso las nubes Tokio | Rusia Vínculo dos caminos Buenos Aires |

## Organización y economía
El séptimo rayo apropia el principio de unificación.
Para la teosofía, la ley de economía es la que rige la materia en términos de efectividad.
Antes de los años cuarenta los términos "sistema" y "pensamiento sistémico" habían sido utilizados ya por varios científicos, pero fueron los planteamientos de Bertalanffy con la Teoría general de sistemas los que se convirtieron en un nuevo lenguaje científico. Durante las dos décadas siguientes a su muerte en 1972, empezó a surgir una concepción sistémica de vida, mente y consciencia que trasciende las fronteras disciplinarias ofreciendo la posibilidad de unificar campos hasta ahora separados.
A continuación aparecen los componentes de una organización económica como modelo atómico, conocido como las 7-S de Mackinsey (por sus siglas en inglés), y debajo Los siete hábitos de las personas altamente efectivas.
| Estrategia Ser proactivo | Asesoría Programar | Valores Priorizar | Habilidades Ganar/ganar | Estructura Comprender | Estilo Sinergizar | Sistemas Renovar |